# Ли (округ, Виргиния)
Округ Ли (англ. Lee County) располагается в США, в штате Виргиния. По состоянию на 2010 год, численность населения составляла 25 587 человек. Был основан 25 октября 1792 года, получил своё название по имени американского губернатора Генри Ли. Первые европейцы в поисках золота посетили территорию округа около 1540 года

## География
По данным Бюро переписи США, общая площадь округа равняется 1132 км², из которых 1129 км² суша и 5 км² или 0,4% это водоёмы. Географически округ является самым западным в штате Виргиния.

### Соседние округа
- Харлан (Кентукки) — север
- Уайз (Виргиния) — северо-восток
- Скотт (Виргиния) — восток
- Ханкок (Теннесси) — юг
- Клейборн (Теннесси) — юго-юго-запад
- Белл (Кентукки) — запад

## Демография
По данным оценки населения 2009 года в округе проживает 25 001 жителей в составе 11 587 домашних хозяйств и 6 852 семей. Плотность населения составляет 21 человек на км². На территории округа насчитывается 9 706 жилых строений, при плотности застройки 10 строений на км². Расовый состав населения: белые - 96,3%, афроамериканцы - 2,9%, азиаты - 0,2%, представители других рас - 0,1%. Испаноязычные составляли 0,7% населения.
В составе 29,0% из общего числа домашних хозяйств проживают дети в возрасте до 18 лет, 55,0% домашних хозяйств представляют собой супружеские пары проживающие вместе, 11,7% домашних хозяйств представляют собой одиноких женщин без супруга, 29,4% домашних хозяйств не имеют отношения к семьям, 27,0% домашних хозяйств состоят из одного человека, 12,1% домашних хозяйств состоят из престарелых (65 лет и старше), проживающих в одиночестве. Средний размер домашнего хозяйства составляет 2,41 человека, и средний размер семьи 2,91 человека. 
Возрастной состав округа: 22,8% моложе 18 лет, 8,00% от 18 до 24, 27,5% от 25 до 44, 26,30% от 45 до 64 и 15,40% от 65 и старше. Средний возраст жителя округа 40 лет. На каждые 100 женщин приходится 94,20 мужчин. На каждые 100 женщин старше 18 лет приходится 91,30 мужчин. 
Средний доход на домохозяйство в округе составлял 29 889 USD, на семью — 40 721 USD. Доход на душу населения составлял 16 317 USD. Около 20,3% семей и 22,7% общего населения находились ниже черты бедности, в том числе - 30,1% молодежи (тех кому ещё не исполнилось 18 лет) и 23,3% тех кому было уже больше 65 лет.